# Perissomyrmex
Perissomyrmex is een geslacht van mieren uit de onderfamilie van de Myrmicinae (Knoopmieren).

## Soorten
- P. bidentatus Zhou & Huang, 2006
- P. fissus Xu & Wang, 2004
- P. guizhouensis Zhou & Huang, 2006
- P. medogensis Xu & Zhang, 2012
- P. monticola De Andrade, 1993
- P. snyderi Smith, M.R., 1947